# Orthemis sulphurata
Orthemis sulphurata är en trollsländeart som beskrevs av Hagen 1868. Orthemis sulphurata ingår i släktet Orthemis och familjen segeltrollsländor. Inga underarter finns listade i Catalogue of Life.